# Pallacanestro ai XIV Giochi asiatici
La pallacanestro ai Giochi asiatici 2002 si è svolta dal 28 settembre al 14 ottobre nel Geumjeong Gymnasium e nel Sajik Gymnasiumla di Pusan, nella Corea del Sud. Nella disciplina della pallacanestro sono stati effettuati due tornei, quello maschile e quello femminile, che hanno visto coinvolti 213 cestisti da 14 nazioni.

## Medagliere
| Posiz. | Nazione       | Oro | Argento | Bronzo | Totale |
| ------ | ------------- | --- | ------- | ------ | ------ |
| 1      | Cina          | 1   | 1       | 0      | 2      |
| 1      | Corea del Sud | 1   | 1       | 0      | 2      |
| 3      | Kazakistan    | 0   | 0       | 1      | 1      |
| 3      | Taiwan        | 0   | 0       | 1      | 1      |
| Totale | Totale        | 2   | 2       | 2      | 6      |

## Classifiche finali

### Maschile
| Pos.    | Squadra             | Formazione |
| ------- | ------------------- | --- |
| Oro     | Corea del Sud       | Corea del Sud4 Chu, 5 Sin, 6 Kim S., 7 Jo, 8 Lee G., 9 Hyeon, 10 Mun, 11 Seo, 12 Bang, 13 Jeon, 14 Lee S., 15 Kim Ju., All. Kim Jin                                    |
| Argento | Cina                | Cina4 Guo, 5 Liu W., 6 Gong, 7 Zhang, 8 Hu, 9 Chen, 10 Li, 11 Liu Y., 12 Zhu, 13 Yao, 14 Mengke, 15 Du, All. -                                                         |
| Bronzo  | Kazakistan          | Kazakistan4 Murav'ëv, 5 Zacharčenko, 6 Eropkin, 7 Lopatin, 8 Emel'janov, 9 Dedov, 10 Isakov, 11 Vdovin, 12 Strebkov, 13 Ovsjanikov, 14 Derbuš, 15 Tichonenko, All. -   |
| 4.      | Filippine           | Filippine4 Castillo, 5 Racela, 6 Hontiveros, 7 Espino, 8 Pennisi, 9 Menk, 10 Ildefonso, 11 Seigle, 12 Cariaso, 13 Hatfield, 14 Taulava, 15 Duremdes, All. Jong Uichico |
| 5.      | Corea del Nord      | Template:Corea del Nord di pallacanestro ai giochi asiatici 2002 |
| 6.      | Giappone            | Giappone4 Itō, 5 Shinohara, 6 Ishizaka, 7 Kita, 8 Setsumasa, 9 Orimo, 10 Ono, 11 Kan, 12 Watanabe, 13 Furuta, 14 Handa, 15 Takahashi, All. Kenji Yoshida               |
| 7.      | Taiwan              | Template:Taipei Cinese maschile pallacanestro Giochi asiatici 2002 |
| 8.      | Hong Kong           | Template:Hong Kong di pallacanestro ai giochi asiatici 2002 |
| 9.      | Qatar               | Template:Qatar di pallacanestro ai giochi asiatici 2002 |
| 10.     | Kuwait              | Template:Kuwait di pallacanestro ai giochi asiatici 2002 |
| 11.     | Emirati Arabi Uniti | Template:Emirati Arabi Uniti di pallacanestro ai giochi asiatici 2002                                                                                                  |
| 12.     | Mongolia            | Template:Mongolia di pallacanestro ai giochi asiatici 2002 |

### Femminile
| Pos.    | Squadra       | Formazione |
| ------- | ------------- | --- |
| Oro     | Cina          | Cina4 Song, 5 Zhang H., 6 Pan, 7 Miao B., 8 Miao L., 9 Ren, 10 Sui, 11 Liu, 12 Chen L., 13 Zhang X., 14 Chen X., 15 Chen N., All. -                                            |
| Argento | Corea del Sud | Corea del Sud4 Kim Y., 5 Jeon, 6 Kim J., 7 Lee E., 8 Jang, 9 Lee M., 10 Byeon, 11 Park, 12 Hong, 13 Lee J., 14 Jeong, 15 Kim G., All. Lee Mun-gyu                              |
| Bronzo  | Taiwan        | Taiwan4 Chu, 5 Chien, 6 Chiang, 7 Mai, 8 Chao, 9 Huang, 10 Chang, 11 Cheng, 12 Tsai, 13 Tang, 14 Chen, 15 Liu, All. -                                                          |
| 4.      | Giappone      | Giappone4 Hamaguchi, 5 Okazato, 6 Ōyama, 7 Yano, 8 Kawabata, 9 Kawakami, 10 Tachikawa, 11 Horibe, 12 Watanabe, 13 Yamada, 14 Yashiro, 15 Nagata, All. -                        |
| 5.      | Uzbekistan    | Uzbekistan4 Kiseleva, 5 Gubar'kova, 6 Dmitrieva, 7 Kočurina, 8 Zubankova, 9 Šagan, 10 Babuševa, 11 Šmarikova, 12 Rejngol'd, 13 Kel'djušina, 14 Šatrova, 15 Kristianova, All. - |
| 6.      | Malaysia      | Malaysia4 Loke, 5 Tai, 6 Choo, 7 Low B., 8 Yoong, 9 Low M., 10 Chow, 11 Kew, 12 Beh, 13 Bong, 14 Chew, 15 Tie, All. -                                                          |